# Иоахим Камерарий Старший
Иоахим Камерарий Старший (лат. Joachim Camerarius Senior, нелатинизированная форма фамилии Каммермайстер нем. Kammermeister; 12 апреля 1500, Бамберг — 17 апреля 1574, Лейпциг) — немецкий филолог, историк и хронист. Родовое имя его было Иоахим Либхард (нем. Liebhard), фамилия Каммермайстер закрепилась за несколькими его предками, занимавшими должность казначеев при епископе Бамбергском.

## Биография
Камерарий учился в Лейпциге у Петра Мозеллана, Эрфурте и Виттенберге; преподавал в гимназии в Нюрнберге, был профессором в университетах Тюбингена, а с 1541 года — Лейпцига, занимаясь реорганизацией обоих. Среди его учеников был, в частности, Пауль Эбер.
Как филолог Камерарий переводил с древнегреческого на латынь сочинения Геродота, Демосфена, Феокрита и многих других, оставил комментарии к произведениям Плавта.
Главные из исторических трудов Камерария — история Шмалькальденской войны, история богемских братьев, ряд биографий (Эобана Гесса, Меланхтона и др.), история Христа и апостолов, история Никейского собора. История Шмалькальденской войны осталась неоконченной. В истории богемских братьев Камерарий обнаруживает по отношению к гуситам мягкость и терпимость, чем отличается от Кохлея, трактовавшего ту же тему. Своих источников Камерарий нигде не указывает. История богемских братьев издана внуком Камерария, дипломатом Людвигом Камерарием, в 1605. Очерк жизни выдающегося художника эпохи Северного Возрождения Альбрехта Дюрера, написанный Камерарием, является введением к латинскому изданию трактата Дюрера «Четыре книги о пропорциях», изданного Камерарием в 1528 году в Нюрнберге.
Сын — Иоахим Камерарий Младший (нем. Joachim Camerarius der Jüngere, 1534—1598), ботаник и естествоиспытатель.